# Восковой цилиндр

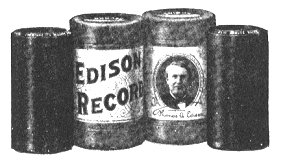
Восковые валики для фонографа в упаковках. Из каталога 1910 года

Восково́й ва́лик (или цили́ндр) — аудионоситель, использовавшийся для фонографа Эдисона.
Цилиндр (в общем случае, не только восковой) является старейшим аудионосителем в истории. Цилиндры использовались в виброскопе Томаса Юнга, фоноавтографе Леона Скотта и, наконец, в фонографе Томаса Эдисона. Коммерческое их использование начинается с изобретения Эдисоном фонографа в 1877 году и заканчивается в 1929 году, когда цилиндры для фонографов перестали производиться. С 1894 года цилиндр начинает сталкиваться с конкуренцией со стороны диска, используемого изобретённым Берлинером граммофоном. Граммофонный диск в конечном итоге выиграет состязание и останется стандартным аудионосителем на музыкальном рынке вплоть до 1940-х годов, после чего будет вытеснен виниловым диском (на 45 и 33 оборота в минуту).

## Системы дубликации записей

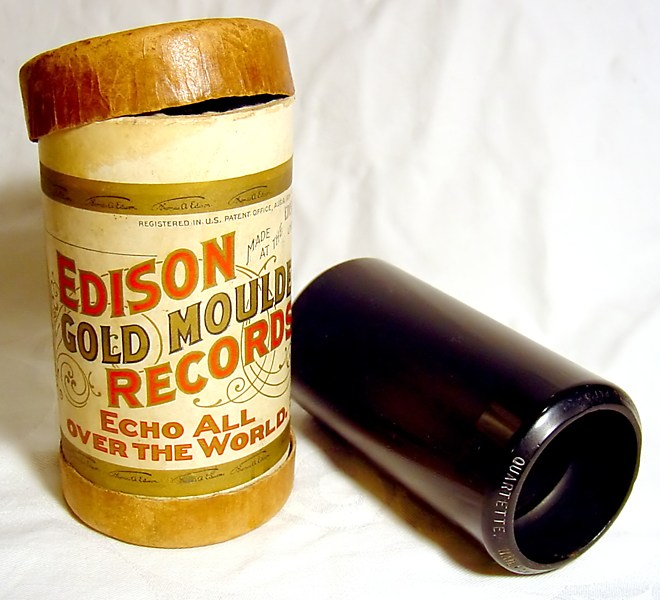
Цилиндр производства компании Эдисона, выпущенный по технологии «золотой матрицы» (Gold Moulded), ок. 1904 г.

Одной из основных проблем для коммерческого использования цилиндров была трудность их серийного производства. Записывать цилиндры приходилось ремесленным способом (вручную), на что уходило много времени и денег. Каждый цилиндр выходил отличным от другого; два цилиндра с одной и той же музыкой в исполнении одного и того же исполнителя могли иметь значительные различия в качестве.. Для разрешения этих трудностей были изобретены различные технологии, как, например, отливка цилиндров с записью по матрице (форме) и метод пантографической записи, который использовала компания «Пате», позволявший записывать пять одинаковых цилиндров одновременно . При отливке сначала использовались довольно примитивные технологии, потом стало применяться прессование. Кроме того, в 1902 году Эдисон разработал технологию «золотой матрицы», использовавшую электролитический процесс.

## Поздние усовершенствования и конкуренция с диском

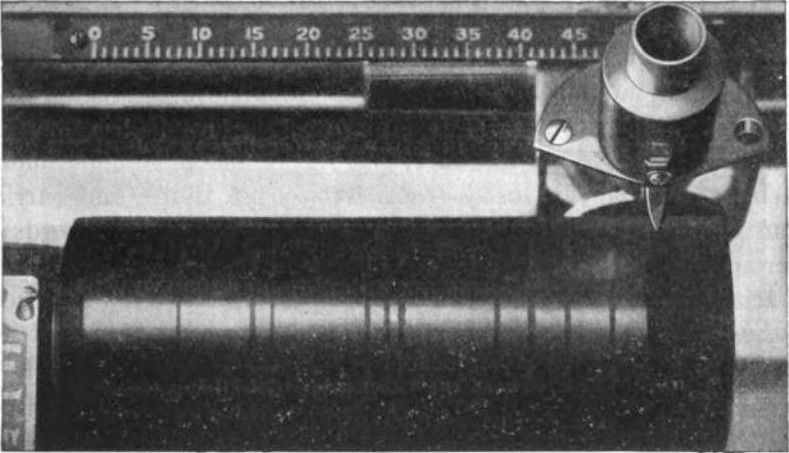
Цилиндр, используемый в диктофоне.

На протяжении лет в производство цилиндров были введены и другие технические инновации – например: цилиндры небьющиеся, сделанные из целлюлозы и других материалов; цилиндры большей длительности звукозаписи, между 4 и 6 минутами. Эти инновации добрались до дисков только 50 лет спустя. Кроме того, после выскабливания воска цилиндры можно было использовать повторно (что создало вторичный рынок выскобленных цилиндров, где их можно было приобрести для домашней записи). Эти нововведения вкупе с определенными преимуществами цилиндров (например, отсутствие проблемы замедления звукозаписывающей иглы ближе к центру) показывают, что цилиндры проиграли дискам роль стандартного аудионосителя для музыкальной индустрии не из-за «худшего качества звука», а из-за нововведений, введённых дисками в процесс производства и коммерческого использования. Например, диски позволили перейти от полуремесленного метода производства (который использовался для цилиндров) к массовому промышленному. Кроме того, на середину диска можно было наклеить печатную этикетку, а качество звука с каждого оттиска оставалось почти неизменным, отчего диск больше подходил под роль массового продукта и товара, привлекательного для потребителя .
По этим причинам с 1910-х годов продажи цилиндров падали, и в 1929 году их производство для целей музыкальной индустрии было полностью прекращено. Для диктофонов, однако, цилиндры будут использоваться и далее до середины 1950-х годов.

## В наше время
Некоторые фирмы до сих пор выпускают цилиндры для фонографа, записанные с помощью механических методов записи.